# Callerebia asura
Callerebia asura är en fjärilsart som beskrevs av Colin W. Wyatt 1961. Callerebia asura ingår i släktet Callerebia och familjen praktfjärilar. Inga underarter finns listade i Catalogue of Life.